# Julius Jungheim
Julius Jungheim (* 24. April 1878 in Düsseldorf; † 27. Dezember 1957 ebenda) war ein deutscher Landschaftsmaler, der zur Düsseldorfer Malerschule gerechnet wird.

## Leben
Bereits der Vater und Landschaftsmaler Carl Jungheim (1830–1886) zählte zur Düsseldorfer Malerschule und war seit der Gründung 1848 Mitglied des Künstlervereins Malkasten.
Julius Jungheim studierte an der Königlich Preußischen Kunstakademie in Düsseldorf bei dem Landschafts- und Tiermaler Julius Bergmann, in Antwerpen bei Albert De Vriendt und an der Königlichen Akademie der Künste in Berlin bei den Landschaftsmalern Eugen Bracht und Friedrich Kallmorgen. Von 1904 bis 1910 war Jungheim Mitglied des Künstlervereins Malkasten. Ab 1904 beschickte er die Große Berliner Kunstausstellung und die Münchener Jahresausstellung im Glaspalast. Er war Mitglied des 1909 in Düsseldorf gegründeten Sonderbundes.
1914 heiratete Jungheim in Düsseldorf Johanna Hobelmann (1884 Düsseldorf – 1956 Hadamar). Aus der Ehe gingen drei Töchter hervor. 1915 siedelte Jungheim mit seiner Frau nach Berlin um, wo ein Jahr später die erste Tochter Ursula geboren wurde (1922 gestorben in Düsseldorf). 1916 zog die Familie nach Köln. 1918 wurde die zweite Tochter Hildegard in Düsseldorf geboren. Hilde von Steinrück-Jungheim, eine Kunsterzieherin und Landschaftsmalerin (1992 gestorben in Düsseldorf), studierte wie ihr Vater an der Kunstakademie Düsseldorf bei Walter von Wecus, Wilhelm Schmurr und Franz Kiederich. Sie wurde von Max Clarenbach gefördert. In den Jahren von 1919 bis 1921 gab Jungheim Bruno Goller privaten Malunterricht. Von 1920 bis zu seinem Tod wurde er wieder als Mitglied des Malkastens geführt. 1921 wurde die dritte Tochter Eva in Düsseldorf geboren. 1943 siedelte die Familie nach Weichsel im Kreis Teschen/Schlesien um, wo die Tochter Hildegard lebte. Nach dem Verlust seines Hauses und sämtlicher dort verwahrter Gemälde und Skizzen im Zweiten Weltkrieg wurde der Maler nach Dankmarshausen in Thüringen evakuiert. 1950 zog die Familie wieder nach Düsseldorf zurück, wo Julius Jungheim 1957 im Alter von 79 Jahren starb.

## Werk

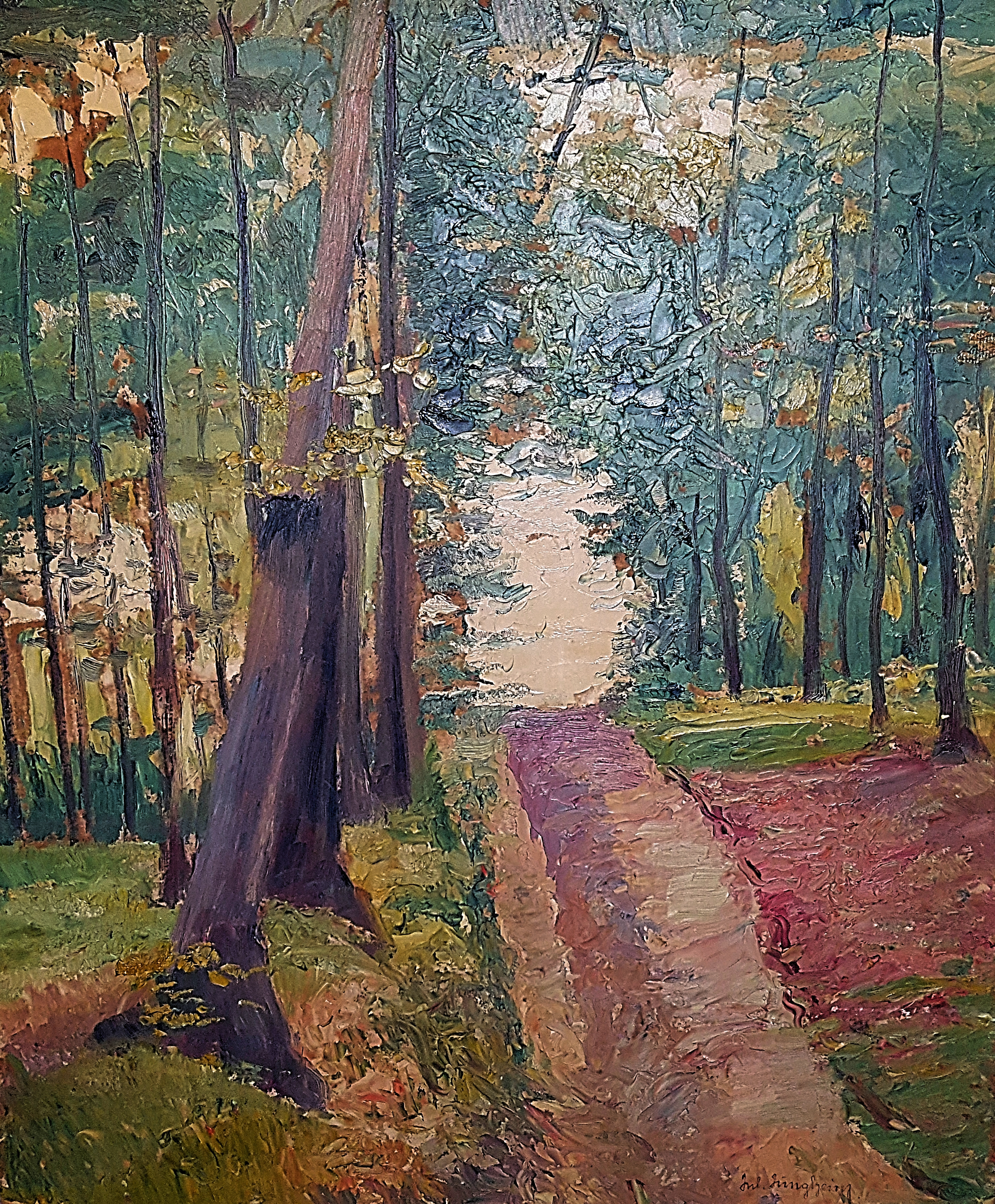
Waldlandschaft

Jungheim malte vorwiegend landschaftliche Motive vom Niederrhein und aus Westfalen. Er vertrat eine farbenfrohe, farbkräftige Palette. Bereits um 1910 fand er zu einem neoimpressionistischen Stil. Sein Malstil zeichnet sich durch eine pastose Pinselführung aus, die das Bild in einem konstruktiven Zusammenwirken aufbaut. Seine Individualität zeichnete sich dadurch aus, dass die in pastoser Pinselführung aufgetragenen Farbtupfer nicht eine Auflösung der Oberfläche erwirken, sondern das Bild in konstruktivem Zusammenwirken aufbauen. Einzelne farblich und strukturell ausdifferenzierte, flächenbezogene Bildsegmente scheinen bis zur Abstraktion entwickelt, ergeben jedoch in gegenseitigem Wechselspiel landschaftliche Tiefenräume. Jungheim, der mit seiner Kunst selbst bei den innovativen Sonderbund-Malern auf Ablehnung stieß, jedoch bis zu seinem Tod keine der weiteren stilistischen Entwicklungen mehr nachvollzog, muss zu den Malern gerechnet werden, die den traditionellen Rahmen der Düsseldorfer Kunst auf neue Entwicklungen hin durchbrachen.
Gemälde von Julius Jungheim befinden sich in der Sammlung des Museum Kunstpalast. In den vergangenen Jahren gelangten immer wieder Arbeiten des Malers in den Kunstauktionshandel.
Werkauswahl
- Blick aus meinem Fenster, um 1957, Öl auf Hartfaser, 50 × 66,5 cm, Signatur u. r.: Jul. Jungheim. Museum Kunstpalast, Düsseldorf
- Landschaft, um 1956, Öl auf Hartfaser, 60 × 50 cm, Signatur u. r.: Jul. Jungheim. Museum Kunstpalast, Düsseldorf
- Wiesenbach, um 1953, Öl auf Pappe, 60 × 50 cm, Signatur u. l.: Jul. Jungheim. Museum Kunstpalast, Düsseldorf
- Blick über die Hecke, um 1952, Öl auf Pappe, 50 × 60 cm, Signatur u. r.: Jul. Jungheim. Museum Kunstpalast, Düsseldorf
- Im Regen, um 1940, Öl auf Leinen, 60 × 80 cm, Signatur u. r.: Jul. Jungheim. Museum Kunstpalast, Düsseldorf
- Frühling im Sauerland, um 1939, Öl auf Leinen, 60 × 80 cm, Signatur u. r.: Jul. Jungheim. Museum Kunstpalast, Düsseldorf
- Hinter den Gärten in Herrig, ohne Jahr, Öl auf Leinen, 50 × 60 cm, Signatur r. u.: Julius Jungheim.; verso auf altem Papierzettel von Hand betitelt und bezeichnet
- Landschaft mit Bauernhäusern, ohne Jahr, Öl auf Leinen, 44 × 49 cm, Signatur u. r.: Jul. Jungheim.
- Sommer im Wiesthal, ohne Jahr, Öl auf Leinen, 70 × 84 cm, Signatur u. r.: Jul. Jungheim. Privatsammlung, Düsseldorf
- Niederrheinisches Gehöft, um 1919, Öl auf Leinen 60,5 × 65 cm, Signatur u. r.: Jul. Jungheim. Museum Kunstpalast, Düsseldorf
- Sommerliche Wiese mit Bäumen, 1912, Öl auf Leinen 62 × 50 cm, Signatur u. r.: Jul. Jungheim 1912.
- Reetgedeckte Kate (beidseitig bemalt), ohne Jahr, Öl auf Leinen, 53 × 66 cm, Signatur u. r.: Jul. Jungheim.
- Spätsommertag, ohne Jahr, Öl auf Leinen, 61 × 50,5 cm, Signatur u. r.: Jul. Jungheim.
- Bauernhof, 1912, Öl auf Leinen, 50 × 50 cm, Signatur u. r.: Z. fröh. Erinnerung an Jul. Jungheim 1912. Stiftung Sammlung Volmer, Wuppertal
- Bauernhaus, 1910, Öl auf Leinen, 60 × 60 cm, Signatur u. r.: Jul. Jungheim 1910. Privatsammlung Wien

## Ausstellungen (Auswahl)
- 1957: Winterausstellung, Museum Kunstpalast, Düsseldorf
- 1956: Winterausstellung, Museum Kunstpalast, Düsseldorf
- 1953: Winterausstellung, Museum Kunstpalast, Düsseldorf
- 1952: Winterausstellung, Museum Kunstpalast, Düsseldorf
- 1928: Deutsche Kunst, Museum Kunstpalast, Düsseldorf
- 1926: Große Kunstausstellung, Museum Kunstpalast, Düsseldorf
- 1922: Große Kunstausstellung, Städtischer Kunstpalast, Düsseldorf
- 1920: Große Kunstausstellung, Städtischer Kunstpalast, Düsseldorf
- 1918: Große Berliner Kunstausstellung, Städtischer Kunstpalast, Düsseldorf
- 1917: Große Berliner Kunstausstellung, Städtischer Kunstpalast, Düsseldorf
- 1916: Weihnachtsausstellung. Veranstaltet vom Verein der Düsseldorfer Künstler, Städtische Kunsthalle, Düsseldorf
- 1914: Ausstellung des Kunstvereins für die Rheinlande und Westfalen, Städtische Kunsthalle, Düsseldorf